# Stara Rudówka
Stara Rudówka (Rudówka, Rudawka – A. Brückner, niem. Alt Rudowken) – wieś w Polsce położona w województwie warmińsko-mazurskim, w powiecie giżyckim, w gminie Ryn.
W latach 1975–1998 miejscowość administracyjnie należała do województwa suwalskiego.

## Początki wsi
Dnia 11 października 1550 Andrzej i Paweł Ziperken otrzymali 6 włók sołeckich z prawem założenia wsi czynszowej na 60 włókach. W 1654 wieś nosiła nazwę Rudoffken. Prowadzono tu wytop rudy darniowej. Szkoła powszechna z jednym nauczycielem, prowadzona przez kościół luterański powstała ok. 1720–1740. W tym czasie funkcjonowała jeszcze szkoła ariańska założona w Rudówce pod koniec XVII w. W obu szkołach uczono po polsku. Szkoła braci polskich (o wyższym poziomie nauczania – łacina, greka, matematyka, logika i teologia) przeznaczona była dla uczniów ze szkół elementarnych, funkcjonujących w majątkach ziemskich, użytkowanych przez braci polskich na terenie Prus Książęcych. W szkołach elementarnych uczono czytania i pisania z wykorzystaniem katechizmu wydrukowanego w Rakowie. Etymologia obecnej nazwy wsi wywodzi się z faktu, że obok wsi Rudówka powstała później wieś Nowa Rudówka. Nowa Rudówka położona była na zachód, w kierunku Rynu od Rudówki. Z czasem Rudówkę zaczęto nazywać Starą Rudówką w odróżnieniu od Nowej Rudówki, a gdy wsie się połączyły, pozostała już tylko nazwa Stara Rudówka. Stara Rudówka jako wieś ma charakter ulicówki otoczonej licznymi przysiółkami.

## Morsztyn i bracia polscy
Od 22 października 1663 dzierżawcą Rudówki (20 pustych włók) był poeta i arianin Zbigniew Morsztyn. W wyludnionej wsi, po najeździe Tatarów wspierających wojska hetmana Gosiewskiego w 1657, Morsztyn wybudował dwór, młyn i karczmę. Morsztyn był też w posiadaniu majątku we wsi Jagodne Małe.
W Rudówce odbyły się dwa synody braci polskich. W synodzie w dniu 24 października 1678 wzięli udział bracia polscy z Marchii Brandenburskiej. Synod ten powołał na nauczyciela pruskiego zboru Daniela Jaśkiewicza, na miejsce zmarłego Jana Trembeckiego. Na synodzie w dniu 14 października 1684 ministrem zboru w Kosinowie wybrany został Benedykt Wiszowaty, syn Andrzeja Wiszowatego. Synody odbywały się zwykle pod pretekstem uroczystości rodzinnych. W Rudówce odnotowano dwa wesela: w 1665 Anny ze Szpanowa Czaplicówny ze Stefanem Błędowskim oraz w 1678 Aleksandra Konarskiego (nadworny marszałek Radziwiłłów) z Elżbietą, córką Władysława Kazimierskiego z Biberstejnu. Przypuszczalnie w 1682 odbyło się tu wesele Samuela Suchodolca (Suchodolskiego) (właściciela Starej Różanki od sierpnia 1697) z Elżbietą – wdową po Aleksandrze Konarskim. Zbigniew Morsztyn był też dzierżawcą wsi Jagodne Małe. Zbigniew Morsztyn zmarł 13 grudnia 1689 w Królewcu, a pogrzeb jego odbył się 17 stycznia 1690 w Rudówce. Likwidacja zboru braci polskich w Rudówce nastąpiła przypuszczalnie w roku 1753. Po rozwiązaniu zboru w Rudówce na Mazurach pozostał już tylko zbór w Kosinowie.

## W XX wieku
Przed 1945 we wsi było 48 budynków mieszkalnych. Najstarsze z nich pamiętają wiek XVIII. W dwóch z nich są pozostałości po czarnych kuchniach. Podczas akcji germanizacyjnej nazw miejscowych i fizjograficznych historyczna nazwa niemiecka Alt Rudowken została w 1938. zastąpiona przez administrację nazistowską sztuczną formą Alt-Hammerbruch. Według stanu na dzień 17 maja 1939 we wsi mieszkało 370 osób. Przed 1945 właścicielami gruntów w Rudówce byli: Anna Rozacha 81,47 ha, Gustav Willudda – 35 ha, Karl Moltkau – 8 ha, Otto Schiweck – 1,5 ha, Bruno Guddath – 4 ha, Wiwiorra – 5 ha, Rudolf Daschkewitz – 3 ha, Adolf Willudda – 42,5 ha, Georg Sahma – 77,12 ha, Albert Reimann – 15 ha, Karl Sahma – 40 ha, Gustav Smollich – 0,38, Johann Danneberg – 4 ha, Anna Raffael – 15,25 ha, Franz Pasternak – 17 ha, Henriette Bogdan – 2,5 ha, Julius Lehmann – 10 ha, Bruno Possegga – 76,60 ha, Marie Schmiedeberg – 1 ha, Otto Kloss – 26,33 ha, Rudolf Makohl – 75 ha, Beate Kroll – 3,75 ha, Heinrich Kloss – 115,33 ha, Helene Grzybowski – 17,80 ha, Fritz Werner – 0,75 ha, Emil Pochwalla – 67,12 ha, Fritz Panienka – 9 ha, Adolf Kurzeya – 1,6 ha, Marie Laszka – 22,95 ha, Max Schűtz – 11,25 ha, Robert Fuchs – 17,55 ha, Arnold Stark – 10 ha, Gustav Panienka – 15 ha, Karl Rohmann – 13,64 ha, Adolf Kiesch – 40 ha, Rudolf Kiesch – 1 ha, Adolf Olschewski – 35 ha, Otto Brock – 34 ha, August Stradas – 152,46 ha, Johann Jeromin – 25 ha, Johann Preilowski – 13 ha i Johann Raffael – 1 ha. Po 1939 w Rudówce, jak i innych mazurskich wsiach zatrudniani byli robotnicy przymusowi. Byli tu bardzo dobrze traktowani. Polscy robotnicy przymusowi (wbrew zarządzeniom władz III Rzeszy) jadali wspólnie posiłki z gospodarzami. Po 1945 byli robotnicy przymusowi utrzymywali kontakty z mieszkającymi tu jeszcze Mazurami jak z rodziną. Wyjątkiem był jeden gospodarz, który swoich robotników przymusowych – dwóch Francuzów, dwóch Polaków i dwóch Rosjan, traktował gorzej jak bydło. Robotnicy ci zamykani byli na noc w zakratowanym pomieszczeniu, a wyżywienie mieli gorsze niż psy właściciela. W styczniu 1945 robotnicy zemścili się na gospodarzu, podpalając zabudowania. Właściciel gospodarstwa powiesił się w pobliskim lesie, a na miejscu spalonego gospodarstwa do dziś bieleją kości inwentarza.

## Rudówka po 1945
W Rudówce są cztery nieczynne cmentarze, na dwóch z nich zachowały się jeszcze nagrobki. Nie wiadomo, gdzie pochowany został Zbigniew Morsztyn. Na pierwszym cmentarzu od strony Rynu ostatni pochówek (według nagrobka) odbył się w 1965. Na cmentarzu tym znajduje się zbiorowa mogiła: dwóch żołnierzy niemieckich, dwóch jeńców francuskich i 36 osób cywilnych, w tym kobiet i dzieci. Na grobie stoi krzyż z tablicą w języku polskim, niemieckim i francuskim z napisem: „MIEJSCE SPOCZYNKU OFIAR WOJNY. 1935–1945. UMARLI APELUJĄ O POKÓJ”. Wszyscy zostali zabici 27/28 stycznia 1945 przez Armię Sowiecką, o czym informuje obok stojący kamienny obelisk. Obelisk z napisami w języku polskim i niemieckim wystawiony został w 1998. Drugi cmentarz, na którym występują jeszcze nagrobki, położony jest przy wschodnim krańcu wsi, w jej części jako ulicówka. Cmentarz ten, podobnie jak największy polski cmentarz ariański w Kosinowie, zagrożony jest przez eksploatację żwiru. Trzeci cmentarz znajduje się na prawo od drogi gruntowej prowadzącej z Rudówki do Prażmowa. Cmentarz ten jest położony za siedliskiem nazywanym Deryng (część Rudówki), gdzie był dwór, budynki mieszkalne i gospodarcze. Deryng jako folwark wchodził w skład PGR Monetki. Czwarty cmentarz znajduje się w lesie na lewo od drogi asfaltowej z Rudówki do Szymonki.
W Rudówce nie ma już ani jednego Mazura. Jeszcze w 1946 funkcjonował tu wiatrak drewniany typu holenderskiego. Właścicielem wiatraka był Mazur o nazwisku Werner. Wiatrak położony był we wschodniej części wsi, na wzgórzu 155 m n.p.m., do wiatraka prowadziła droga polna, pierwsza w lewo od drogi gruntowej prowadzącej z Rudówki do Prażmowa. Szkoła podstawowa 8–klasowa w Rudówce zlikwidowana została w 1974, a 4–klasowa w 1976. Dzieci z Rudówki dowożone są do szkoły w Rynie. Stara Rudówka w 1910 liczyła 222 mieszkańców, a w 2005 220 osób.